# New-York-City-Marathon 2019

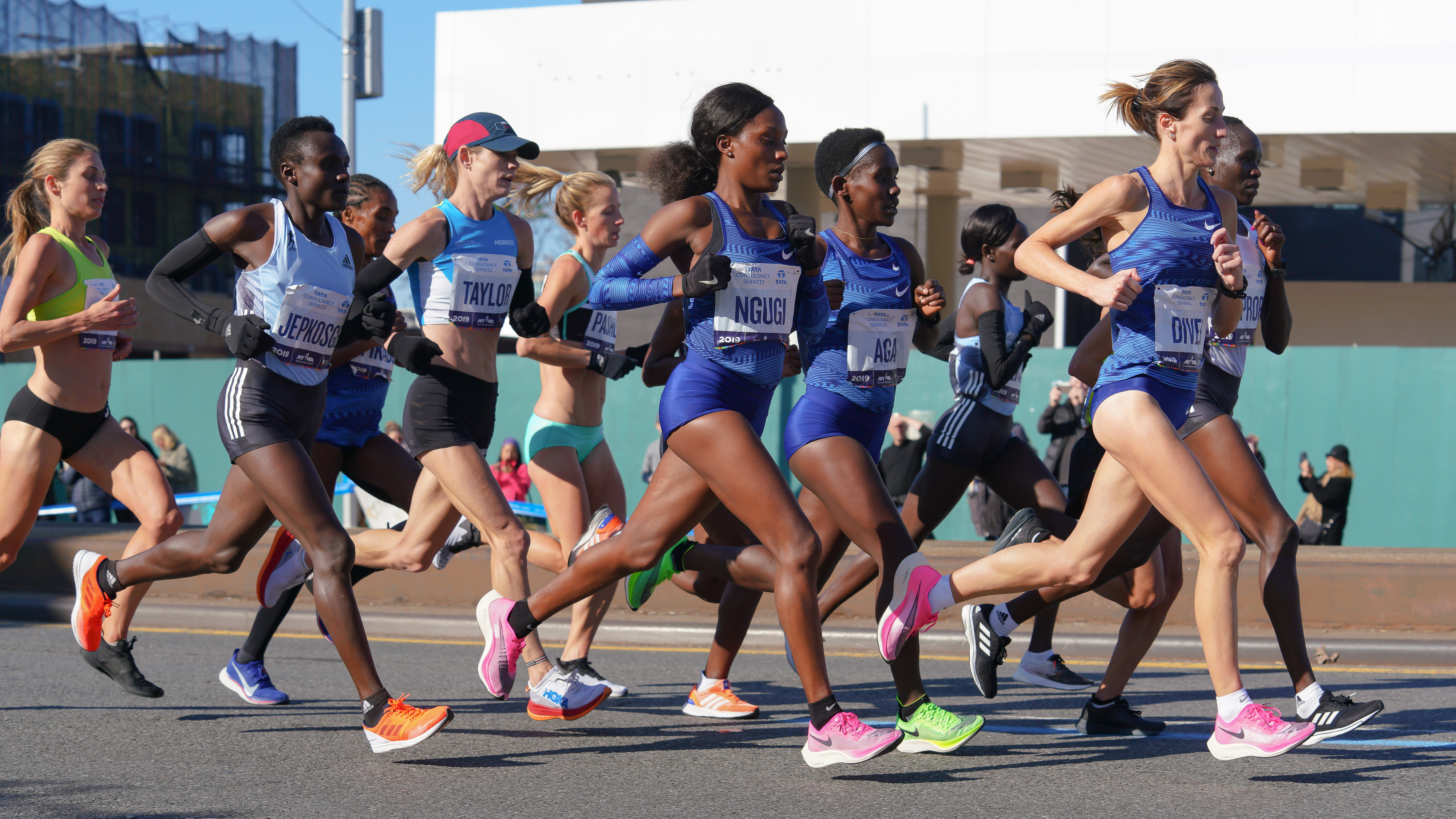
New-York-City-Marathon 2019, Frauenelite in Brooklyn

Der New-York-City-Marathon 2019 (offiziell: TCS New York City Marathon 2019) war die 49. Ausgabe der jährlich stattfindenden Laufveranstaltung in New York City, Vereinigte Staaten. Der Marathon fand am 3. November 2019 ab 9:20 Uhr Ortszeit (15:20 Uhr MEZ) statt. Es war der zweite (Frauen) bzw. dritte (Männer) Lauf der World Marathon Majors 2019/21.
Beste Deutsche wurden Arne Gabius auf Platz 11 (2:12:57 h) und Irina Mikitenko auf Platz 72 (2:57:15 h).

## Ergebnisse

### Männer
| Platz | Athlet             | Land               | Zeit (h) |
| ----- | ------------------ | ------------------ | -------- |
| 01    | Geoffrey Kamworor  | Kenia              | 2:08:13  |
| 02    | Albert Korir       | Kenia              | 2:08:36  |
| 03    | Girma Bekele Gebre | Äthiopien          | 2:08:38  |
| 04    | Tamirat Tola       | Äthiopien          | 2:09:20  |
| 05    | Shura Kitata       | Äthiopien          | 2:10:39  |
| 06    | Jared Ward         | Vereinigte Staaten | 2:10:45  |
| 07    | Stephen Sambu      | Kenia              | 2:11:11  |
| 08    | Yoshiki Takenouchi | Japan              | 2:11:18  |
| 09    | Abdi Abdirahman    | Vereinigte Staaten | 2:11:34  |
| 10    | Connor McMillan    | Vereinigte Staaten | 2:12:07  |

### Frauen
| Platz | Athletin            | Land               | Zeit (h) |
| ----- | ------------------- | ------------------ | -------- |
| 01    | Joyciline Jepkosgei | Kenia              | 2:22:38  |
| 02    | Mary Keitany        | Kenia              | 2:23:32  |
| 03    | Ruti Aga            | Äthiopien          | 2:25:51  |
| 04    | Nancy Kiprop        | Kenia              | 2:26:21  |
| 05    | Sinead Diver        | Australien         | 2:26:23  |
| 06    | Desiree Linden      | Vereinigte Staaten | 2:26:46  |
| 07    | Kellyn Taylor       | Vereinigte Staaten | 2:26:52  |
| 08    | Ellie Pashley       | Australien         | 2:27:07  |
| 09    | Belaynesh Fikadu    | Äthiopien          | 2:27:27  |
| 10    | Mary Ngugi          | Kenia              | 2:27:36  |